# 東海林愛美
東海林 愛美（しょうじ めぐみ、1987年2月5日 - ）は、東京都出身の日本の女優。血液型はA型。身長163cm、B77cm-W58cm-H80cm、靴のサイズ24.5cm。

## 人物・略歴
特技:クラシックバレエ、韓国語、ピアノ、トロンボーン、スキー、どこでも寝られる。
2008年5月より、多国籍ユニットMISOのメンバーとして、韓国を拠点に活動している。
タレントの高橋亜由美は高校時代からの親友である。

## 出演

### 映画
- ダンボールハウスガール（2001年） - 由香 役
- 自殺サークル（2002年）
- 独立少女紅蓮隊（2004年） - 主役・ユキ 役
- カナリア（2004年） - 山本祥子 役
- びっくり喫茶（2005年） - ジャージ女 役 ※短編映画
- 東京タワー（2005年）
- 私の中のアイヒマン（2006年） - 景子 役
- デスノート the Last name（2006年） - 夏恵 役
- Benisachi 紅幸（2006年、監督:篠原哲雄） - 第1話「小さな恋の物語」主演
- そらぞら（2007年） - 主役・榊聖子 役
- 0 ゼロ（2007年） - 主役・アキ 役
- 黒帯 KURO-OBI（2007年） - 谷原かほり 役
- 紫陽花物語（2007年）- 主役・斉藤菜摘　役
- SPACE BATTLESHIP ヤマト（2010年） - 星野 役

### テレビ

#### ドラマ
- エイジ（2000年、NHK）デビュー作
- テレビ東京21世紀特別企画「天国までの百マイル」（2001年、テレビ東京）- 優子（少女時代）役
- 茂七の事件簿3 ふしぎ草紙（2003年、NHK）第3話ゲスト - お末 役
- フジテレビヤングシナリオ大賞「unplugged」（2004年、フジテレビ）
- 仮面ライダー剣（2004年、テレビ朝日）第35・36話ゲスト - 生原羽美 役
- 花より男子（2005年、TBS）第8・9話
- ハツカレ（2006年、GyaO・ファミリー劇場） - ミカリン 役
- 病院へ行こう!（2006年、TBS）第26話
- 医龍-Team Medical Dragon-（2006年、フジテレビ）- 村野里奈 役
- 地獄少女（2006年、日本テレビ）第6話ゲスト - マコ 役
- おとなの眼鏡「ゴ・マル・ニ」（2007年、千葉テレビ） - 主演・朝倉真弓 役
- もうひとつの象の背中（2007年10月）第2話主役 - ヒロ 役
- トミカヒーロー レスキューフォース（2008年7月）第14話ゲスト - 所長の助手・滝沢 役
- 土曜時代劇 オトコマエ!（2008年、NHK）第10話ゲスト - お絹 役
- スキップ!〜商店街が生んだアイドル〜（2009年9月11日、NHK山形） - “みゅー”吉崎美優 役
- ムジカ・ピッコリーノ （2013年4月-、NHK Eテレ） - ネーベ 役

#### その他
- アイドル プ・ロ・モ（フジテレビ）
- グラビアの美少女 ＃216（2002年、MONDO21）

### 舞台
- リバーパラドックス第2回公演『しにほへら』（2006年2月、北沢タウンホール）
- 赤毛のアン
- FLYING PIRATES ネバーランド漂流記-featuringGUY'S-（サンリオピューロランド）- ピーターパン 役

### ウェブ
- 女子寮の5つの扉（ブロードウェイch・ドラマブロードウェイ）第5話 - 主役・深沢香苗 役
- HitPops・生ゲッチャ

### 広告

#### CM
- マクドナルド
- 味の素「アミノバイタル」
- 大正製薬「コーラック」
- Z会
- セイコーマート
- THEATRE1010
- 三ツ矢サイダー（2005年） - 成海璃子と共演
- ファミリーマート（2005年）
- DELL「Dimension 9200c」（2006年12月）
- NTTドコモ東北  利用シーン（2007年）「世界遺産を目指す町」篇 - 宮﨑あおいと共演
- 森永製菓「小枝」 - 小泉麻耶と共演

#### スチール
- NTTドコモ・AOL
- ブリヂストン・ブリザック パンフレット

### 雑誌
- ピチレモン
- Audition
- Pure Pure Vol.8（2001年、辰巳出版）
- PiPi
- B.L.T.
- アイ・ガール
- PENTHOUSE JAPAN
- Hime
- Yomiuri Weekly・〜美女最前線 CMの主役たち〜
- ベストカー

## 作品

### 写真集
- 1st 『そら色のボク』2001年 サンワムック(ISBN 4883568636)

### Video & DVD
- 1st ビデオ・DVD 『東海林愛美 Sweet』2003年 ジーオーティー

### その他
- フォトブック
  - 『TOUSINDAI〜頭心大〜』2002年 日本文芸社(ISBN 4537112247)
  - 『DVD CYBER MAGAZINE 気合』2003年 英知出版(ISBN 4754254066)
  - 『Nu-shot』2003年 白夜書房(ISBN 4893678612)